# Pseudestoloides rubiginosa
Pseudestoloides rubiginosa là một loài bọ cánh cứng trong họ Cerambycidae.